# Dan-Axel Zagadou
Dan-Axel Zagadou (Créteil, 3 de junho de 1999) é um futebolista profissional francês de ascendência marfinense que atua como zagueiro. Atualmente está no Stuttgart. 

## Títulos
Borussia Dortmund
- Supercopa da Alemanha: 2019
- Copa da Alemanha: 2020–21

VfB Stuttgart
- Copa da Alemanha: 2024–25[1]

### Prêmios individuais
- Equipe do torneio do Campeonato Europeu Sub-17 de 2016[2]
- 54º melhor jovem do ano de 2017 (FourFourTwo)[3]